# سكوت ماكلين
سكوت ماكلين (بالإنجليزية: Scott McLean)‏ هو لاعب كرة قدم بريطاني في مركز الهجوم، ولد في 30 أغسطس 1997. لعب مع نادي كيلمارنوك.

## وصلات خارجية
- سكوت ماكلين على موقع قاعدة بيانات كرة القدم.إي يو (الإنجليزية)
- سكوت ماكلين على موقع Soccerbase.com (لاعب) (الإنجليزية)
- سكوت ماكلين على موقع Soccerway.com (الإنجليزية)